# Johann Friedrich Fasch
Johann Friedrich Fasch (15. april 1688 – 5. december 1758), tysk komponist.
Blev kapelmester ved hoffet i Zerbst.
Skrev operaer, kirkemusik, orkesterværker og kammermusik i højbarokkens stil.